# Szabó Csaba (újságíró)
Szabó Csaba (Kolozsvár, 1965. január 16. – Kolozsvár, 2021. május 20.) erdélyi magyar újságíró, író, televíziós riporter.

## Életútja, munkássága
A kolozsvári Brassai Sámuel Ipari Líceumban érettségizett 1983-ban, egy ideig esztergályosként dolgozott, majd 1991-ben diplomát szerzett a BBTE-n biológia–mezőgazdaság szakon. Előbb vidéki iskolákban a Kolozs megyei Jegenyén tanított, itt a környék növényvilágát is kutatta. 1993-tól a Szabadság szerkesztője, ahol 1996-ban elindította a Bonifácz ifjúsági oldalt, ezért MÚRE-díjban részesült; számos hazai és magyarországi lap (Echinox, Napoca Universitară, Látó, Palócföld, A Dunánál) külső munkatársa. 2003-tól a Román Televízió kolozsvári magyar szerkesztőségének belső munkatársa. 2008-ban elnyerte a Magyar Újságírók Romániai Egyesületének nívódíját.
Lírai riportjai először az Igazságban jelentek meg 1986-ban, írásait az Utunk, Igaz Szó közölte. 2002-től a kolozsvári televízió Limes c. szórványrovatának gazdája. A Világhírnév internetes lap alapító főszerkesztője; az ún. kirakatkiállítások kolozsvári gyakorlatba ültetője. 1999-ben a Regényes nyomozások c. oktatási segédanyagával elnyerte a Pro Renovanda Cultura Hungariae ösztöndíját. A romániai magyar középiskolák végzős osztályainak adatait is tartalmazó Maturandusok c. kiadványsorozat (Kolozsvár, 1992-től évente) társszerkesztője; szerkesztője a kolozsvári székhelyű Világhírnév Kiadó köteteinek.
A román–magyar párbeszéd érdekében létrehozott Fehér Holló Médiaklub Egyesület keretében 
Corbii albi (Fehér Hollók) néven román–magyar portált hozott létre a magyar irodalom népszerűsítéséért a román olvasók körében.  2017-ben kölcsönkönyvtárat létesített  a románra fordított magyar szépirodalmi művek iránt érdeklődő román anyanyelvű olvasók számára. Kiadta több, kötettel addig nem rendelkező erdélyi újságíró könyvét. Több sikeres előadást tartott az Amerikai Egyesült Államokban. A nemzetiségek közeledését szolgálta. „Ritka ember volt, olyan ritka, mint a fehér holló. Olyan, akinek mindig volt egy jó szava, akitől tanulni lehetett, aki mindig tenni akart, segíteni, aki mindig nyüzsgött.” – emlékezett rá Balázs Bence újságíró.

## Kötetei
- Az egri hullócsillagok. Regényes nyomozás Mohácstól Kolozsvárig (Kolozsvár, 1998)
- Tátorján szél, kisregény (Kolozsvár, 1999)
- Fűkirályok, kisregény (Kolozsvár, 2000)
- Gertrudis vére (Kolozsvár, 2005)
- Jó Sándor margarétái (Kolozsvár, 2008)
- Folyópartok. Újnomádok. Xantus János emlékére (riportok, Ambrus Attilával; Kolozsvár, 2013)

## Társasági tagság
- Magyar Újságírók Romániai Egyesülete